# 加權模式
线性动态系统的加權模式（weighting pattern）是指其輸入{\displaystyle u}和輸出{\displaystyle y}之間的關係。假設以下的時變系統
{\displaystyle {\dot {x}}(t)=A(t)x(t)+B(t)u(t)}
{\displaystyle y(t)=C(t)x(t)},
其輸出可以寫成
{\displaystyle y(t)=y(t_{0})+\int _{t_{0}}^{t}T(t,\sigma )u(\sigma )d\sigma },
其中{\displaystyle T(\cdot ,\cdot )}是系統的加權模式，對此一系統而言，其加權模式為{\displaystyle T(t,\sigma )=C(t)\phi (t,\sigma )B(\sigma )}使得{\displaystyle \phi }為狀態轉移矩陣。
加權模式可以決定一個系統，不過存在加權模式，不確定有對應加權模式，線性、符合因果、有限維的實現存在。若存在一個實現，也就表示會存在許多個可以對應同一加權模式的實現。因此無法由加權模式確認其實現方式。

## 線性非時變系統
在线性时不变系统中，其加權模式為：
連續時間系統
{\displaystyle T(t,\sigma )=Ce^{A(t-\sigma )}B}
其中{\displaystyle e^{A(t-\sigma )}}為矩阵指数。
離散時間系統
{\displaystyle T(k,l)=CA^{k-l-1}B}.